# آنتالپی تصعید
آنتالپی تصعید(به انگلیسی: Enthalpy of sublimation) مطابق تعاریف علم شیمی عبارت است از تغییر آنتالپی در فرایندی که در آن یک جسم جامد (بدون عبور از فاز مایع) مستقیماً به گاز تبدیل می شود. این کمیت معمولاً با واحد کیلوژول بر مول گزارش می‌شودو آن را با نماد  ΔHSub نشان می‌دهند.  

## آنتالپی تصعید برخی عناصر و مواد
| نماد  | عناصر و مواد  | آنتالپی تصعید (برحسبkJ/mol) |
| ----- | ------------- | --------------------------- |
| Na    | سدیم          | ۱۰۸                         |
| K     | پتاسیم        | ۸۹                          |
| Rb    | روبیدیم       | ۸۲                          |
| Cs    | سزیم          | ۷۸                          |
| Mg    | منیزیم        | ۱۵۰                         |
| Ca    | کلسیم         | ۱۹۲                         |
| Sr    | استرانسیم     | ۱۶۴                         |
| Ba    | باریم         | ۱۷۶                         |
| C10H8 | نفتالین       | ۷۲٫۹                        |
| CO2   | دی اکسید کربن | ۲۵                          |

منبع 